# Verwaltungsgemeinschaft Randersacker
Die Verwaltungsgemeinschaft Randersacker im unterfränkischen Landkreis Würzburg wurde im Zuge der Gemeindegebietsreform am 1. Mai 1978 gegründet und zum 1. Januar 1980 bereits wieder aufgelöst.
Der Verwaltungsgemeinschaft hatten die Marktgemeinde Randersacker und die Gemeinde Theilheim angehört.